# Лудвиг фон Дона-Лаук
Лудвиг фон Дона-Лаук (на немски: Ludwig Burggraf und Graf zu Dohna-Lauck; * 22 март 1733 в Райхертсвалде/Мораг, Варминско-Мазурско войводство; † 31 март 1787 в Кьонигсберг) е граф и бургграф на Дона-Лаук.
Той е най-малкият син (12-то дете от 13 деца) на граф и бургграф Адолф Кристоф фон Дона-Лаук (1683 – 1736) и Фреде-Мария фон Дона-Шлодиен (1695 – 1772), дъщеря на граф и бургграф Кристоф I фон Дона-Шлодиен (1665 – 1733) и Фреде-Мария фон Дона (1660 – 1729), дъщеря на граф Кристиан Албрехт фон Дона (1621 – 1677) и София Доротея ван Бредероде (1620 – 1678).
Братята му са Кристоф Белгикус (1715 – 1773), Йохан Фридрих (1716 – 1761, в битка при Торгау), Адолф Кристиан (1718 – 1780), Александер (1719 – 1793), Фабиан Карл (1721 – 1761, в битка при Торгау), Фридрих Вилхелм (1722 – 1788), Емил (1724 – 1747) и Август (1729 – 1793), пруски генерал-майор (1792).
Лудвиг фон Дона-Лаук умира на 54 години на 31 март 1787 г. в Кьонигсберг.

## Фамилия
Лудвиг фон Дона-Лаук се жени на 11 февруари 1771 г. в Квитайнен за графиня Каролина Юлия Финк фон Финкенщайн (* 18 юли 1753, Шонберг; † 5 септември 1774, Шонберг), дъщеря на граф Ернст Фридрих Финк фон Финкенщайн (1698 – 1753) и графиня Луиза Елеонора фон Дьонхоф (1712 – 1763). Те умира на 21 години. Те имат две деца:
- Фридрих Ото Кристоф (* 1772, Квитайнен; † 1773, Квитайнен)
- Амалия Каролина (* 1773, Квитайнен; † 1774, Квитайнен)

Лудвиг фон Дона-Лаук се жени втори път на 15 май 1776 г. в Бестендорф за графиня Амалия Трушсес фон Валдбург (* 23 април 1753, Капустигал; † 12 април 1793, Кьонигсберг), дъщеря на граф Трушсес Фридрих Лудвиг фон Валдбург (1711 – 1777) и Шарлота София фон Чайзе (1721 – 1759). Те имат три деца:
- Хайнрих Лудвиг Адолф фон Дона-Лаук (* 16 май 1777, Морунген; † 20 септември 1843, Кьонигсберг), женен I.на 27 август 1812 г. в Берлин за Вилхелмина фон Люцов (* 12 май 1784, Берлин; † 10 януари 1837, Кьонигсберг), II. на 21 май 1838 г. във Финкенщайн за бургграфиня и графиня Констанца Херминия фон Дона-Райхтерсвалде (* 29 октомври 1807, Райхертсвалде; † 29 декември 1882, Кьонигсберг); бездетен
- Амалия Фридерика Отилия фон Дона-Лаук (* 3 февруари 1784, Вундлакен; † 1 януари 1808, Райхертсвалде), омъжена 1801 г. в Райхтерсвалде за бургграф и граф Кристоф Емил Алекандер Леополд фон Дона-Райхертсвалде (* 22 ноември 1775, Райхертсвалде; † 4 февруари 1842, Елбинг), внук на Фридрих Лудвиг фон Дона-Райхертсвалде (1697 – 1766) и син на Фридрих Леополд фон Дона-Райхертсвалде (1738 – 1807) и графиня Амалия Фридерика Финк фон Финкенщайн (1745 – 1818); имат два сина и дъщеря
- Доротея Теофилия Паулина Лудовика фон Дона-Лаук (* 16 август 1786, Вундлакен; † 23 май 1855, Финкенщайн), омъжена на 10 ноември 1814 г. в Берлин за бургграф и граф Александер Фабиан фон Дона-Шлобитен (* 17 ноември 1781, Шлобитен ; † 26 август 1850, Финкенщайн), син на Фридрих Александер фон Дона-Шлобитен (1741 – 1810) и графиня Луиза Амалия Каролина Финк фон Финкенщайн (1746 – 1825); имат шест деца